# Actrices récompensées aux British Academy Film Awards
Cet article propose la liste d'actrices récompensées aux British Academy Film Awards d'un prix d'interprétation.
Elle comprend les actrices ayant remporté au moins une fois, l'une des deux catégories suivantes :
- British Academy Film Award du meilleur acteur dans un second rôle ;
- British Academy Film Award de la meilleure actrice.

## Détails
Durant les cinq premières années, les actrices ne sont pas récompensées. À partir de la 6e cérémonie, deux catégories « meilleure actrice britannique » et « meilleure actrice étrangère » voient le jour.
| Année | Cérémonie     | Premier rôle féminin | Premier rôle féminin              | Premier rôle féminin | Premier rôle féminin              |
| Année | Cérémonie     | Actrice britannique  | Actrice britannique               | Actrice étrangère    | Actrice étrangère                 |
| ----- | ------------- | -------------------- | --------------------------------- | -------------------- | --------------------------------- |
| 1948  | 1re cérémonie | N'existe pas         | N'existe pas                      | N'existe pas         | N'existe pas                      |
| 1949  | 2e cérémonie  | N'existe pas         | N'existe pas                      | N'existe pas         | N'existe pas                      |
| 1950  | 3e cérémonie  | N'existe pas         | N'existe pas                      | N'existe pas         | N'existe pas                      |
| 1951  | 4e cérémonie  | N'existe pas         | N'existe pas                      | N'existe pas         | N'existe pas                      |
| 1952  | 5e cérémonie  | N'existe pas         | N'existe pas                      | N'existe pas         | N'existe pas                      |
| 1953  | 6e cérémonie  | Vivien Leigh         | Un tramway nommé Désir            | Simone Signoret (1)  | Casque d'Or                       |
| 1954  | 7e cérémonie  | Audrey Hepburn (1)   | Vacances romaines                 | Leslie Caron         | Lili                              |
| 1955  | 8e cérémonie  | Yvonne Mitchell      | Les hommes ne comprendront jamais | Cornell Borchers     | Les hommes ne comprendront jamais |
| 1956  | 9e cérémonie  | Katie Johnson        | Tueurs de dames                   | Betsy Blair          | Marty                             |
| 1957  | 10e cérémonie | Virginia McKenna     | Ma vie commence en Malaisie       | Anna Magnani         | La Rose tatouée                   |
| 1958  | 11e cérémonie | Heather Sears        | Le Scandale Costello              | Simone Signoret (2)  | Les Sorcières de Salem            |
| 1959  | 12e cérémonie | Irene Worth          | Ordres d'exécution                | Simone Signoret (3)  | Les Chemins de la haute ville     |
| 1960  | 13e cérémonie | Audrey Hepburn (2)   | Au risque de se perdre            | Shirley MacLaine (1) | Une fille très avertie            |
| 1961  | 14e cérémonie | Rachel Roberts (1)   | Samedi soir, dimanche matin       | Shirley MacLaine (2) | La Garçonnière                    |
| 1962  | 15e cérémonie | Dora Bryan           | Un goût de miel                   | Sophia Loren         | La ciociara                       |
| 1963  | 16e cérémonie | Leslie Caron         | La Chambre indiscrète             | Anne Bancroft (1)    | Miracle en Alabama                |
| 1964  | 17e cérémonie | Rachel Roberts (2)   | Le Prix d'un homme                | Patricia Neal (1)    | Le Plus Sauvage d'entre tous      |
| 1965  | 18e cérémonie | Audrey Hepburn (3)   | Charade                           | Anne Bancroft (2)    | Le Mangeur de citrouilles         |
| 1966  | 19e cérémonie | Julie Christie       | Darling chérie                    | Patricia Neal (2)    | Première Victoire                 |
| 1967  | 20e cérémonie | Elizabeth Taylor     | Qui a peur de Virginia Woolf ?    | Jeanne Moreau        | Viva Maria !                      |
| 1968  | 21e cérémonie | Edith Evans          | Les Chuchoteurs                   | Anouk Aimée          | Un homme et une femme             |

En 1969, à partir de la 22e cérémonie, les catégories « meilleure actrice britannique » et « meilleure actrice étrangère » sont supprimées pour laisser place à celle de la « meilleure actrice ». La catégorie « meilleure actrice dans un second rôle » est également ajoutée.
| Année | Cérémonie     | Second rôle féminin  | Second rôle féminin                       | Premier rôle féminin  | Premier rôle féminin                                      |
| ----- | ------------- | -------------------- | ----------------------------------------- | --------------------- | --------------------------------------------------------- |
| 1969  | 22e cérémonie | Billie Whitelaw      | Charlie Bubbles & Sous l'emprise du démon | Katharine Hepburn (1) | Devine qui vient dîner... & Le Lion en hiver              |
| 1970  | 23e cérémonie | Celia Johnson        | Les Belles Années de miss Brodie          | Maggie Smith (1)      | Les Belles Années de miss Brodie                          |
| 1971  | 24e cérémonie | Susannah York        | On achève bien les chevaux                | Katharine Ross        | Butch Cassidy et le Kid & Willie Boy                      |
| 1972  | 25e cérémonie | Margaret Leighton    | Le Messager                               | Glenda Jackson        | Un dimanche comme les autres                              |
| 1973  | 26e cérémonie | Cloris Leachman      | La Dernière Séance                        | Liza Minnelli         | Cabaret                                                   |
| 1974  | 27e cérémonie | Valentina Cortese    | La Nuit américaine                        | Stéphane Audran       | Le Charme discret de la bourgeoisie & Juste avant la nuit |
| 1975  | 28e cérémonie | Ingrid Bergman       | Le Crime de l'Orient-Express              | Joanne Woodward       | Summer Wishes, Winter Dreams                              |
| 1976  | 29e cérémonie | Diane Ladd           | Alice n'est plus ici                      | Ellen Burstyn         | Alice n'est plus ici                                      |
| 1977  | 30e cérémonie | Jodie Foster         | Du rififi chez les mômes & Taxi Driver    | Louise Fletcher       | Vol au-dessus d'un nid de coucou                          |
| 1978  | 31e cérémonie | Jenny Agutter        | Equus                                     | Diane Keaton          | Annie Hall                                                |
| 1979  | 32e cérémonie | Geraldine Page       | Intérieurs                                | Jane Fonda (1)        | Julia                                                     |
| 1980  | 33e cérémonie | Rachel Roberts       | Yanks                                     | Jane Fonda (2)        | Le Syndrome chinois                                       |
| 1981  | 34e cérémonie | Pas de récompense    | Pas de récompense                         | Judy Davis            | Ma brillante carrière                                     |
| 1982  | 35e cérémonie | Pas de récompense    | Pas de récompense                         | Meryl Streep (1)      | La Maîtresse du lieutenant français                       |
| 1983  | 36e cérémonie | Rohini Hattangadi    | Gandhi                                    | Katharine Hepburn (2) | La Maison du lac                                          |
| 1983  | 36e cérémonie | Maureen Stapleton    | Reds                                      | Katharine Hepburn (2) | La Maison du lac                                          |
| 1984  | 37e cérémonie | Jamie Lee Curtis     | Un fauteuil pour deux                     | Julie Walters         | L'Éducation de Rita                                       |
| 1985  | 38e cérémonie | Liz Smith            | Porc royal                                | Maggie Smith (2)      | Porc royal                                                |
| 1986  | 39e cérémonie | Rosanna Arquette     | Recherche Susan désespérément             | Peggy Ashcroft        | La Route des Indes                                        |
| 1987  | 40e cérémonie | Judi Dench (1)       | Chambre avec vue                          | Maggie Smith (3)      | Chambre avec vue                                          |
| 1988  | 41e cérémonie | Susan Wooldridge     | Hope and Glory                            | Anne Bancroft         | 84 Charing Cross Road                                     |
| 1989  | 42e cérémonie | Judi Dench (2)       | Une poignée de cendre                     | Maggie Smith (4)      | The Lonely Passion of Judith Hearne                       |
| 1990  | 43e cérémonie | Michelle Pfeiffer    | Les Liaisons dangereuses                  | Pauline Collins       | Shirley Valentine                                         |
| 1991  | 44e cérémonie | Whoopi Goldberg      | Ghost                                     | Jessica Tandy         | Miss Daisy et son chauffeur                               |
| 1992  | 45e cérémonie | Kate Nelligan        | Frankie et Johnny                         | Jodie Foster          | Le Silence des agneaux                                    |
| 1993  | 46e cérémonie | Miranda Richardson   | Fatale                                    | Emma Thompson (1)     | Retour à Howards End                                      |
| 1994  | 47e cérémonie | Miriam Margolyes     | Le Temps de l'innocence                   | Holly Hunter          | La Leçon de piano                                         |
| 1995  | 48e cérémonie | Kristin Scott Thomas | Quatre Mariages et un enterrement         | Susan Sarandon        | Le Client                                                 |
| 1996  | 49e cérémonie | Kate Winslet (1)     | Raison et Sentiments                      | Emma Thompson (2)     | Raison et Sentiments                                      |
| 1997  | 50e cérémonie | Juliette Binoche     | Le Patient anglais                        | Brenda Blethyn        | Secrets et Mensonges                                      |
| 1998  | 51e cérémonie | Sigourney Weaver     | Ice Storm                                 | Judi Dench (1)        | La Dame de Windsor                                        |
| 1999  | 52e cérémonie | Judi Dench (3)       | Shakespeare in Love                       | Cate Blanchett (1)    | Elizabeth                                                 |
| 2000  | 53e cérémonie | Maggie Smith         | Un thé avec Mussolini                     | Annette Bening        | American Beauty                                           |
| 2001  | 54e cérémonie | Julie Walters        | Billy Elliot                              | Julia Roberts         | Erin Brockovich, seule contre tous                        |
| 2002  | 55e cérémonie | Jennifer Connelly    | Un homme d'exception                      | Judi Dench (2)        | Iris                                                      |
| 2003  | 56e cérémonie | Catherine Zeta-Jones | Chicago                                   | Nicole Kidman         | The Hours                                                 |
| 2004  | 57e cérémonie | Renée Zellweger      | Retour à Cold Mountain                    | Scarlett Johansson    | Lost in Translation                                       |
| 2005  | 58e cérémonie | Cate Blanchett       | Aviator                                   | Imelda Staunton       | Vera Drake                                                |
| 2006  | 59e cérémonie | Thandiwe Newton      | Collision                                 | Reese Witherspoon     | Walk the Line                                             |
| 2007  | 60e cérémonie | Jennifer Hudson      | Dreamgirls                                | Helen Mirren          | The Queen                                                 |
| 2008  | 61e cérémonie | Tilda Swinton        | Michael Clayton                           | Marion Cotillard      | La Môme                                                   |
| 2009  | 62e cérémonie | Penélope Cruz        | Vicky Cristina Barcelona                  | Kate Winslet          | The Reader                                                |
| 2010  | 63e cérémonie | Mo'Nique             | Precious                                  | Carey Mulligan        | Une éducation                                             |
| 2011  | 64e cérémonie | Helena Bonham Carter | Le Discours d'un roi                      | Natalie Portman       | Black Swan                                                |
| 2012  | 65e cérémonie | Octavia Spencer      | La Couleur des sentiments                 | Meryl Streep (2)      | La Dame de fer                                            |
| 2013  | 66e cérémonie | Anne Hathaway        | Les Misérables                            | Emmanuelle Riva       | Amour                                                     |
| 2014  | 67e cérémonie | Jennifer Lawrence    | American Bluff                            | Cate Blanchett (2)    | Blue Jasmine                                              |
| 2015  | 68e cérémonie | Patricia Arquette    | Boyhood                                   | Julianne Moore        | Still Alice                                               |
| 2016  | 69e cérémonie | Kate Winslet (2)     | Steve Jobs                                | Brie Larson           | Room                                                      |
| 2017  | 70e cérémonie | Viola Davis          | Fences                                    | Emma Stone (1)        | La La Land                                                |
| 2018  | 71e cérémonie | Allison Janney       | Moi, Tonya                                | Frances McDormand (1) | Three Billboards : Les Panneaux de la vengeance           |
| 2019  | 72e cérémonie | Rachel Weisz         | La Favorite                               | Olivia Colman         | La Favorite                                               |
| 2020  | 73e cérémonie | Laura Dern           | Marriage Story                            | Renée Zellweger       | Judy                                                      |
| 2021  | 74e cérémonie | Youn Yuh-jung        | Minari                                    | Frances McDormand (2) | Nomadland                                                 |
| 2022  | 75e cérémonie | Ariana DeBose        | West Side Story                           | Joanna Scanlan        | After Love                                                |
| 2023  | 76e cérémonie | Kerry Condon         | Les Banshees d'Inisherin                  | Cate Blanchett (3)    | Tár                                                       |
| 2024  | 77e cérémonie | Da'Vine Joy Randolph | Winter Break                              | Emma Stone (2)        | Pauvres Créatures                                         |
| 2025  | 78e cérémonie | Zoe Saldaña          | Emilia Pérez                              | Mikey Madison         | Anora                                                     |

## Actrices récompensées plusieurs fois
| Actrice           | Second rôle féminin (depuis 1969)                                                     | Premier rôle féminin | Premier rôle féminin                                                        | Premier rôle féminin                                                                        | Nbr |
| Actrice           | Second rôle féminin (depuis 1969)                                                     | Meilleure actrice (depuis 1969) | Meilleure actrice britannique (1953-1968)                                   | Meilleure actrice étrangère (1953-1968)                                                     | Nbr |
| ----------------- | ------------------------------------------------------------------------------------- | --- | --------------------------------------------------------------------------- | ------------------------------------------------------------------------------------------- | --- |
| Anne Bancroft     | -                                                                                     | 1 84 Charing Cross Road (1988) | -                                                                           | 2 Miracle en Alabama (1963) ; Le Mangeur de citrouilles (1965)                              | 3   |
| Cate Blanchett    | 1 Aviator (2005)                                                                      | 3 Elizabeth (1999) ; Blue Jasmine (2014) ; Tár (2023)                                                                                | -                                                                           | -                                                                                           | 4   |
| Leslie Caron      | -                                                                                     | - | 1 La Chambre indiscrète (1963)                                              | 1 Lili (1954)                                                                               | 2   |
| Judi Dench        | 3 Chambre avec vue (1987) ; Une poignée de cendre (1989) ; Shakespeare in Love (1999) | 2 La Dame de Windsor (1998) ; Iris (2002)                                                                                            | -                                                                           | -                                                                                           | 5   |
| Jane Fonda        | -                                                                                     | 2 Julia (1979) ; Le Syndrome chinois (1980)                                                                                          | -                                                                           | -                                                                                           | 2   |
| Jodie Foster      | 1 Du rififi chez les mômes & Taxi Driver (1977)                                       | 1 Le Silence des agneaux (1992) | -                                                                           | -                                                                                           | 2   |
| Audrey Hepburn    | -                                                                                     | - | 3 Vacances romaines (1954) ; Au risque de se perdre (1960) ; Charade (1965) | -                                                                                           | 3   |
| Katharine Hepburn | -                                                                                     | 2 Devine qui vient dîner... & Le Lion en hiver (1969) ; La Maison du lac (1983)                                                      | -                                                                           | -                                                                                           | 2   |
| Shirley MacLaine  | -                                                                                     | - | -                                                                           | 2 Une fille très avertie (1960) ; La Garçonnière (1961)                                     | 2   |
| Frances McDormand | -                                                                                     | 2 Three Billboards : Les Panneaux de la vengeance (2018) ; Nomadland (2021)                                                          | -                                                                           | -                                                                                           | 2   |
| Patricia Neal     | -                                                                                     | - | -                                                                           | 2 Le Plus Sauvage d'entre tous (1964) ; Première Victoire (1966)                            | 2   |
| Rachel Roberts    | 1 Yanks (1980)                                                                        | - | 2 Le Prix d'un homme (1964) ; Samedi soir, dimanche matin (1961)            | -                                                                                           | 3   |
| Simone Signoret   | -                                                                                     | - | -                                                                           | 3 Casque d'Or (1953) ; Les Sorcières de Salem (1958) ; Les Chemins de la haute ville (1959) | 3   |
| Maggie Smith      | 1 Un thé avec Mussolini (2000)                                                        | 4 Les Belles Années de miss Brodie (1970) ; Porc royal (1985) ; Chambre avec vue (1987) ; The Lonely Passion of Judith Hearne (1989) | -                                                                           | -                                                                                           | 5   |
| Emma Stone        | -                                                                                     | 2 La La Land (2017) ; Pauvres Créatures (2024)                                                                                       | -                                                                           | -                                                                                           | 2   |
| Meryl Streep      | -                                                                                     | 2 La Maîtresse du lieutenant français (1982) ; La Dame de fer (2012)                                                                 | -                                                                           | -                                                                                           | 2   |
| Emma Thompson     | -                                                                                     | 2 Retour à Howards End (1993) ; Raison et Sentiments (1996)                                                                          | -                                                                           | -                                                                                           | 2   |
| Julie Walters     | 1 Billy Elliot (2001)                                                                 | 1 L'Éducation de Rita (1984) | -                                                                           | -                                                                                           | 2   |
| Kate Winslet      | 2 Raison et Sentiments (1996) ; Steve Jobs (2016)                                     | 1 The Reader (2009) | -                                                                           | -                                                                                           | 3   |
| Renée Zellweger   | 1 Retour à Cold Mountain (2004)                                                       | 1 Judy (2020) | -                                                                           | -                                                                                           | 2   |

## Films avec les deux récompenses d'actrices
| Année | Cérémonie     | Film                              | Second rôle féminin (depuis 1969) | Premier rôle féminin            | Premier rôle féminin                      | Premier rôle féminin                    |
| Année | Cérémonie     | Film                              | Second rôle féminin (depuis 1969) | Meilleure actrice (depuis 1969) | Meilleure actrice britannique (1953-1968) | Meilleure actrice étrangère (1953-1968) |
| ----- | ------------- | --------------------------------- | --------------------------------- | ------------------------------- | ----------------------------------------- | --------------------------------------- |
| 1955  | 8e cérémonie  | Les hommes ne comprendront jamais | N'existe pas                      | N'existe pas                    | Yvonne Mitchell                           | Cornell Borchers                        |
| 1970  | 23e cérémonie | Les Belles Années de miss Brodie  | Celia Johnson                     | Maggie Smith                    | N'existe plus                             | N'existe plus                           |
| 1976  | 29e cérémonie | Alice n'est plus ici              | Diane Ladd                        | Ellen Burstyn                   | N'existe plus                             | N'existe plus                           |
| 1985  | 38e cérémonie | Porc royal                        | Liz Smith                         | Maggie Smith                    | N'existe plus                             | N'existe plus                           |
| 1987  | 40e cérémonie | Chambre avec vue                  | Judi Dench                        | Maggie Smith                    | N'existe plus                             | N'existe plus                           |
| 1996  | 49e cérémonie | Raison et Sentiments              | Kate Winslet                      | Emma Thompson                   | N'existe plus                             | N'existe plus                           |
| 2019  | 72e cérémonie | La Favorite                       | Rachel Weisz                      | Olivia Colman                   | N'existe plus                             | N'existe plus                           |